# زائفة سلامونية
زائفة سلامونية (الاسم العلمي: Pseudomonas salomonii) هي نوع من البكتيريا تتبع جنس الزائفة من فصيلة الزوائف.